# Farfurie zburătoare

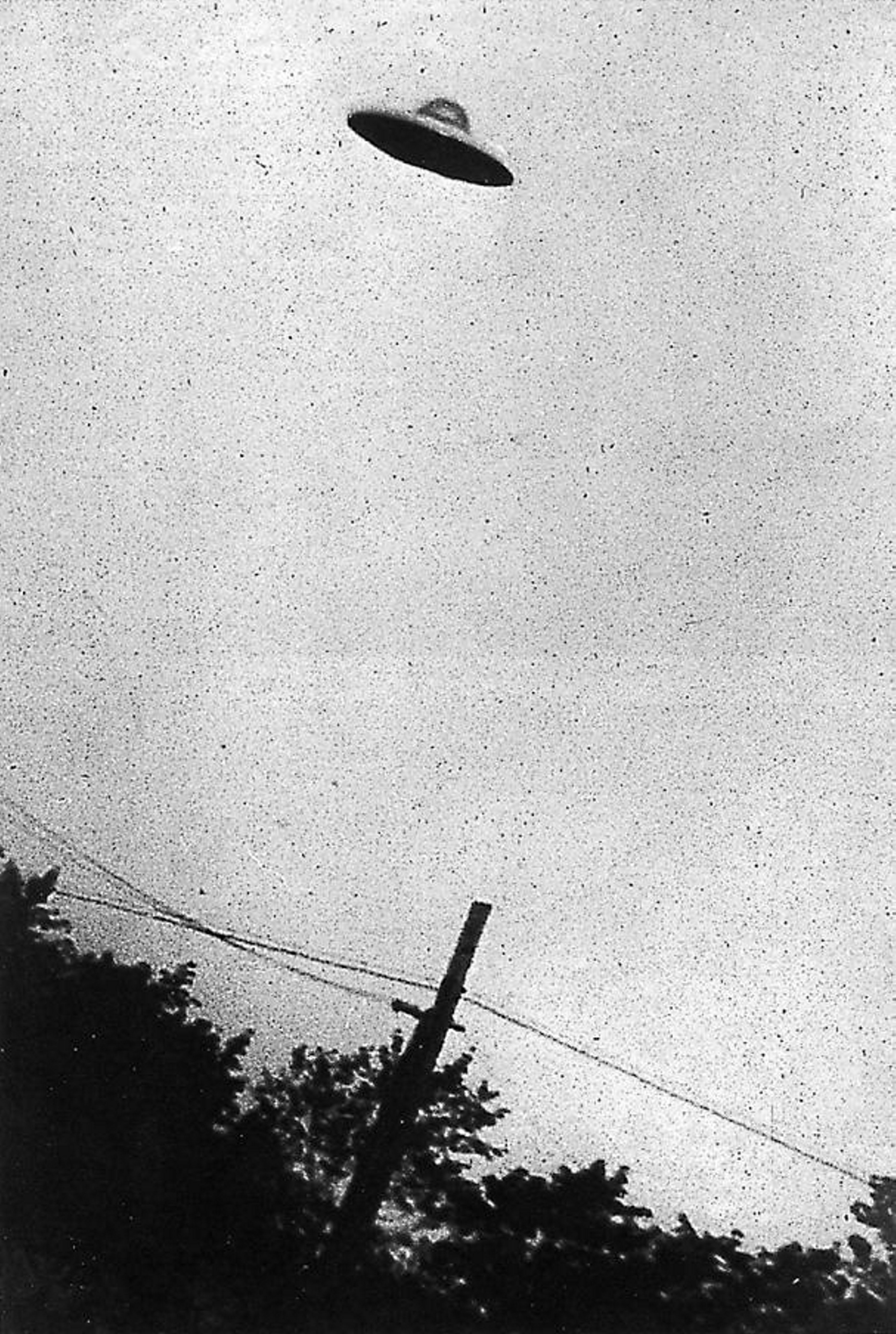
O întâlnire de gradul 1: Disc zburător. Passoria, New Jersey, 1952.

Kenneth Arnold

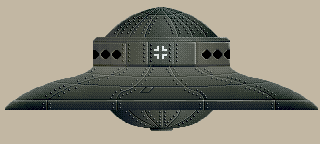
Farfuria zburătoare nazistă

Farfurie zburătoare sau disc zburător este numele dat unui tip de obiecte zburătoare neidentificate (OZN), clasificate ca „elucidate” având un corp în formă de disc sau farfurie. Farfuriile zburătoare sunt de obicei descrise ca fiind argintii sau metalice, ocazional raportate ca fiind acoperite cu lumini mișcătoare sau înconjurate de o lumină stralucitoare, imobile sau care se deplasează rapid, fie singure, fie în formațiuni strânse cu alte aparate similare, și care prezintă o manevrabilitate ridicată neîntâlnită în tehnologia umană convențională.

Obiecte în formă de disc zburător au fost interpretate ca fiind înregistrate, ocazional, încă din Evul Mediu.

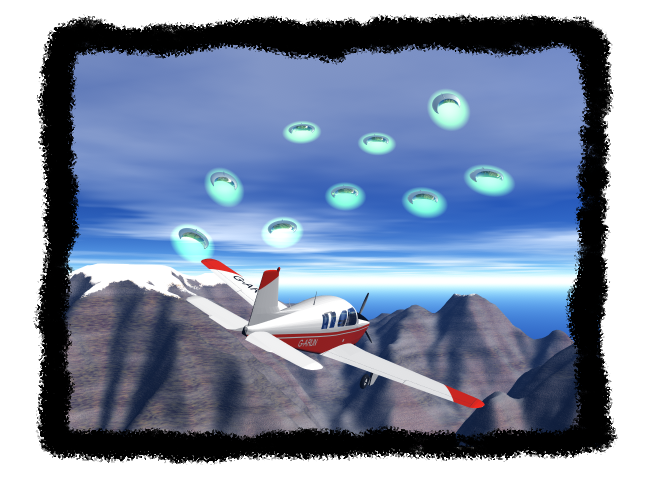
Reconstrucţia întâlnirii lui Kenneth Arnold cu farfuriile zburătoare din 1947

Raportul lui Kenneth Arnold despre farfuriile zburătoare, 1947

## Farfuriile zburătoare naziste
La sfârșitul celui de-al doilea război mondial, Adolf Hitler a ordonat crearea unor arme secrete pentru a putea balansa forța armată a aliaților. Una dintre aceste arme secrete era o farfurie zburătoare inscripționată cu o zvastică care, ar fi survolat fluviul Tamisa în 1944. Farfuria zburătoare ar fi fost construită în valea Jonas, din centrul Germaniei, unde exista o rețea de tunele secretre, sub conducerea generalului SS Hans Kammler. Proiectul farfuriilor zburătoare a fost condus de către inginerii Rudolf Schriever și Habermohl Otto și a avut sediul în Praga între 1941 și 1943. Deși Germania a distrus multe dintre documente, există indicii clare că arma a existat cu adevărat și au fost construite 15 prototipuri.
Farfuria zburătoare nazistă a fost descrisă având o cabină centrală, înconjurată de palete de aripi rotative și ajustabile, toate formând un cerc. Paletele erau ținute de o curea de transmisie la marginea exterioară a dispozitivului ce semăna cu o roată. Energia vanelor putea fi ajustată, astfel încât, în timpul decolării forța ascensională devenea mai puternică. În timpul zborului, unghiul paletelor putea fi ajustat la un nivel mai redus, la fel cum funcționează un elicopter. Aceste palete erau susținute de o bandă poziționată pe marginea exterioară, iar rotația era asigurată de rachete mici, plasate în jurul benzii. Odată ce viteza de rotație era suficientă iar susținerea în aer era asigurată, se aprindeau rachete orizontale. Farfuria zburătoare era capabilă să zboare cu viteza de 2000 km/h.

## Cazul Kenneth Arnold
Prima observație extrem de mediatizată a fost făcută de către Kenneth Arnold în 24 iunie 1947 și a dus la crearea acestui termen de către presa nord-americană. Deși niciodată Arnold nu a utilizat în mod specific termenul de farfurie zburătoare, el a fost citat  spunând că obiectele pe care le-a văzut erau în formă de farfurie, disc, plăcintă, și câțiva ani mai târziu, el a adăugat că obiectele se mișcau ca o farfurioară care sare peste apă. Ambii termenii de farfurie zburătoare și de disc zburător au fost utilizați frecvent și interschimbabil în mass-media, până la începutul anilor 1950. 